# Bahnhof Kawasaki
Der Bahnhof Kawasaki (jap. 川崎駅, Kawasaki-eki) ist ein Bahnhof auf der japanischen Insel Honshū. Er befindet sich auf dem Gebiet der Stadt Kawasaki in der Präfektur Kanagawa und ist ein wichtiger Umsteigeknoten zwischen mehreren Linien der Bahngesellschaft JR East.

## Verbindungen
Kawasaki ist ein bedeutender Trennungsbahnhof an der Tōkaidō-Hauptlinie von Tokio in Richtung Osaka, einer der wichtigsten Bahnstrecken des Landes. Parallel zu dieser verläuft die Keihin-Tōhoku-Linie. Außerdem zweigt hier die Nambu-Linie nach Tachikawa ab, die das Stadtgebiet von Kawasaki auf seiner ganzen Länge durchquert. Alle drei Linien gehören der Bahngesellschaft JR East.
Die Tōkaidō-Hauptlinie dient überwiegend dem beschleunigten Pendlerverkehr über mittlere Entfernungen. Es verkehren in dichtem Takt zwei verschiedene Eilzüge, der Rapid Acty (快速アクティー, Kaisoku akutī) und der Commuter Rapid (通勤快速, Tsūkin Kaisoku) von Tokio nach Atami bzw. Odawara. Hinzu kommen die Shōnan Liner (Eilzüge während der Verkehrsspitze mit reservierten Sitzplätzen), touristische Ausflugszüge sowie der zwischen Tokio und der Izu-Halbinsel verkehrende Regionalschnellzug Odoriko. Die meisten Nahverkehrszüge, deren Endstation früher der Bahnhof Tokio war, verkehren seit 2015 weiter auf der Ueno-Tokio-Linie zum Bahnhof Ueno. Sie werden dadurch mit der Utsunomiya-Linie, der Jōban-Linie und der Takasaki-Linie im nördlichen Teil der Metropolregion verknüpft. Die Keihin-Tōhoku-Linie deckt den Lokalverkehr ab, verfügt über eigene Gleise und verbindet Ōmiya mit Yokohama. Auf der Nambu-Linie fahren die Nahverkehrszüge tagsüber sechsmal stündlich, während der morgendlichen Hauptverkehrszeit alle zwei bis vier Minuten. Zwischen 10 und 20 Uhr verkehrt zusätzlich jede halbe Stunde ein Eilzug.
Der Bahnhof ist eine bedeutende Drehscheibe des lokalen und regionalen Busverkehrs, mit insgesamt drei Busbahnhöfen. Der östliche wird von drei Dutzend Linien des Verkehrsamtes der Stadt Kawasaki sowie der Gesellschaften Keikyū Bus und Rinkō Bus bedient. 16 weitere Linien (überwiegend von Rinkō Bus) fahren vom westlichen Bahnhofsvorplatz aus. Der dritte Busbahnhof nimmt den Vorplatz an der Nordseite an; hier fahren zehn Linien des Verkehrsamtes und von Tōkyū Bus. Etwa 250 Meter nordöstlich des Bahnhofs Kawasaki steht der Bahnhof Keikyū Kawasaki an der Keikyū-Hauptlinie, verbunden durch eine unterirdische Fußgängerpassage.

## Anlage
Der Bahnhof steht an der Grenze der Stadtteile Ekimae-honchō (im Osten) und Horikawachō (im Westen), die beide zum Bezirk Kawasaki-ku gehören und von Bürohochhäusern dominiert werden. Auf der gegenüberliegenden Seite des nördlichen Busbahnhofs befindet sich das Einkaufszentrum Lazona Kawasaki Plaza mit 280 Läden. Unmittelbar an die Ostseite des Bahnhofs angebaut ist das Einkaufszentrum Atré Kawasaki mit 240 Läden, das einer Tochtergesellschaft von JR East gehört und in den der östliche Busbahnhof integriert ist. Durch den hinteren Bereich des Atré Kawasaki verläuft die auf einem Viadukt liegende Keikyū-Hauptlinie. Gegenüber dem Osteingang des Bahnhofs steht das Warenhaus More’s, dessen Besonderheit die kürzeste Rolltreppe der Welt ist.
Die Anlage ist von Nordosten nach Südwesten ausgerichtet und besitzt sechs Gleise, die alle dem Personenverkehr dienen. Sie liegen an drei vollständig überdachten Mittelbahnsteigen. Über die gesamte Anlage spannt sich ein Empfangsgebäude in Form eines breiten Reiterbahnhofs, das durch Treppen, Aufzüge und Rolltreppen erschlossen wird. Das Gebäude enthält eine frei zugängliche Fußgängerpassage, mit der es möglich ist, ohne Passieren der Bahnsteigsperren von einem Ende zum anderen zu gelangen. Zusätzlich gibt es am südlichen Ende der Bahnsteige eine schmale, durch Treppen erschlossene Fußgängerbrücke zur Westseite.
Im Fiskaljahr 2018 nutzten durchschnittlich 214.601 Fahrgäste täglich den Bahnhof.

## Bilder

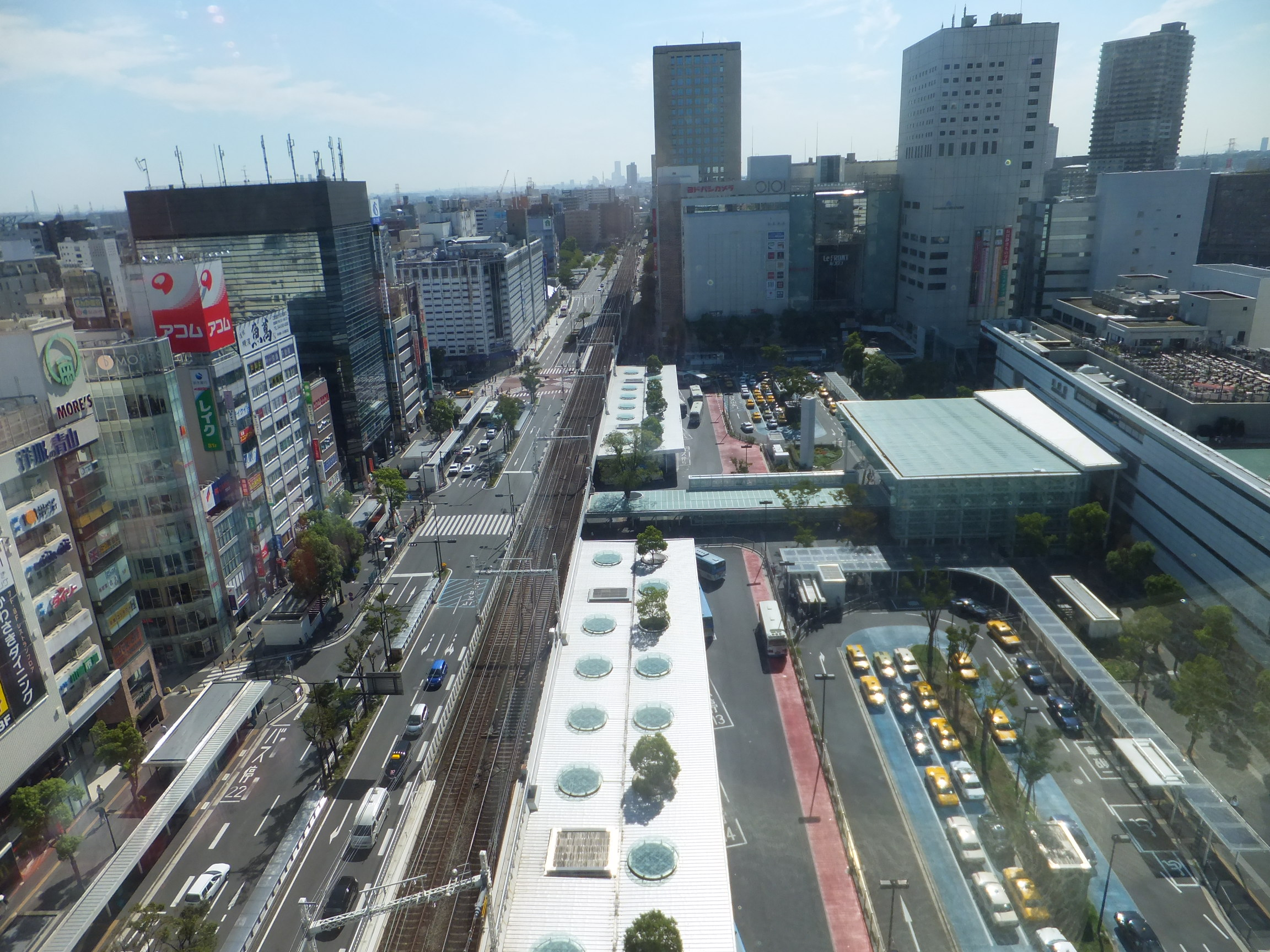
Östlicher Bahnhofsvorplatz
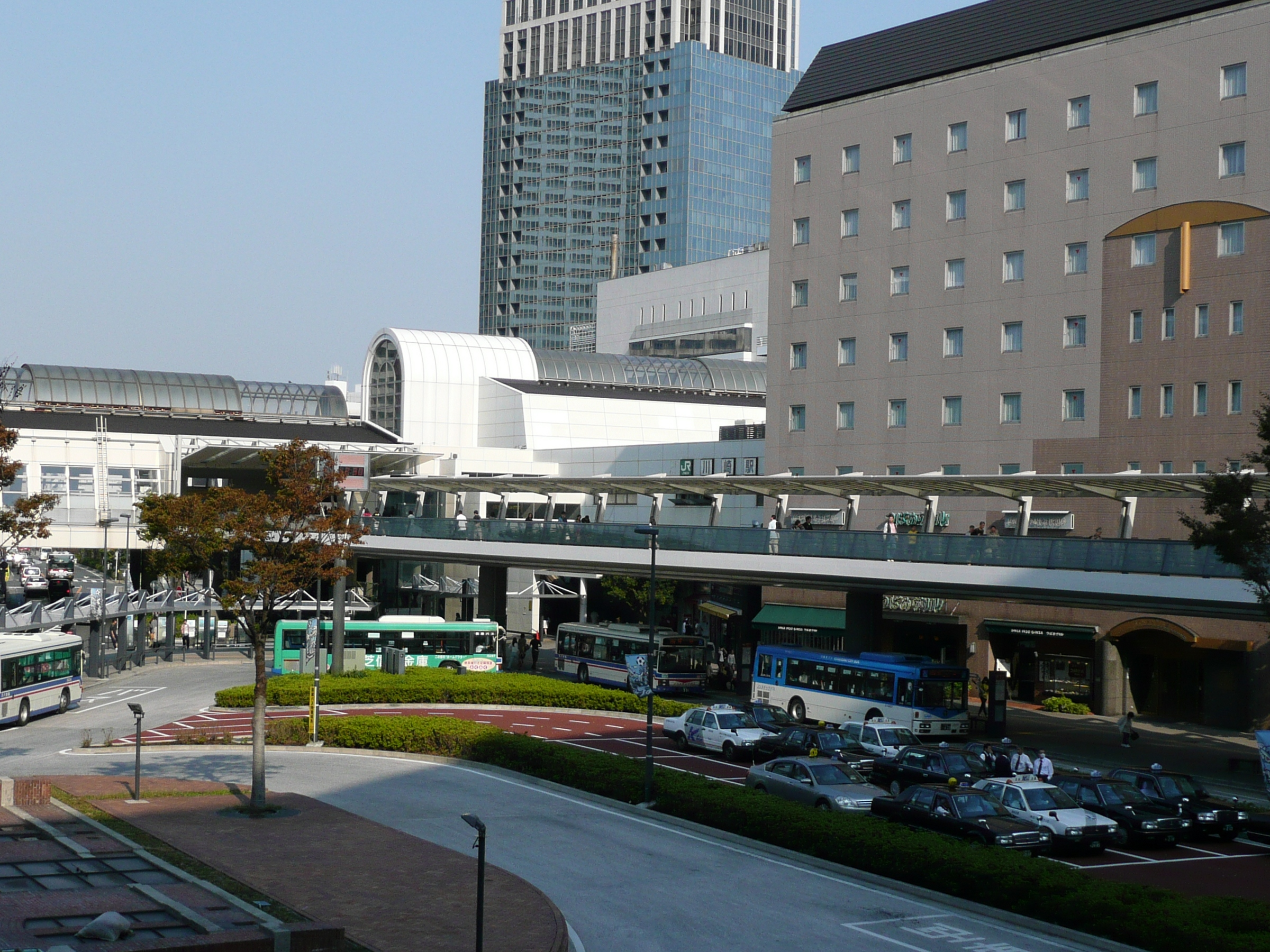
Westlicher Bahnhofsvorplatz
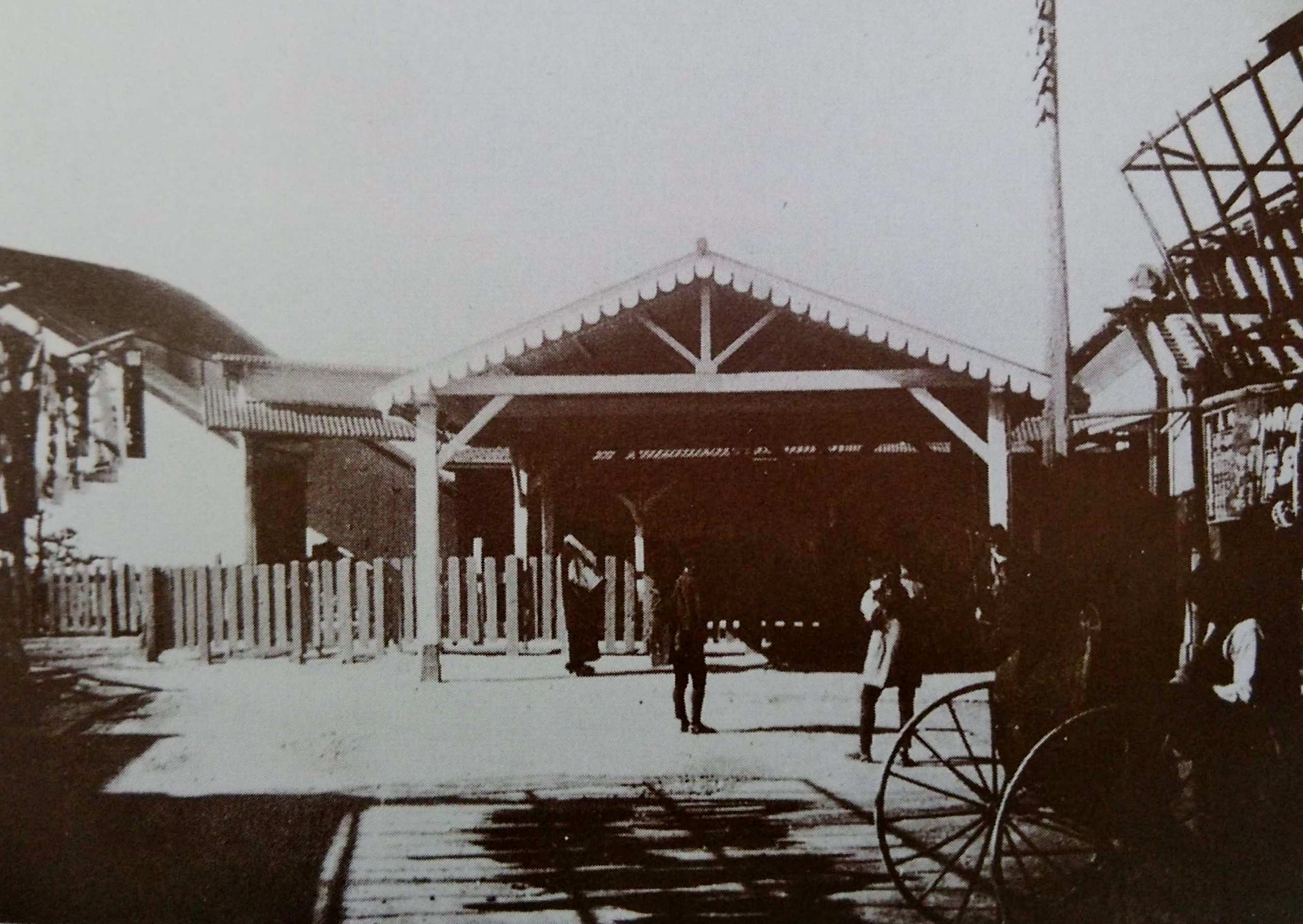
Der Bahnhof im Jahr 1901
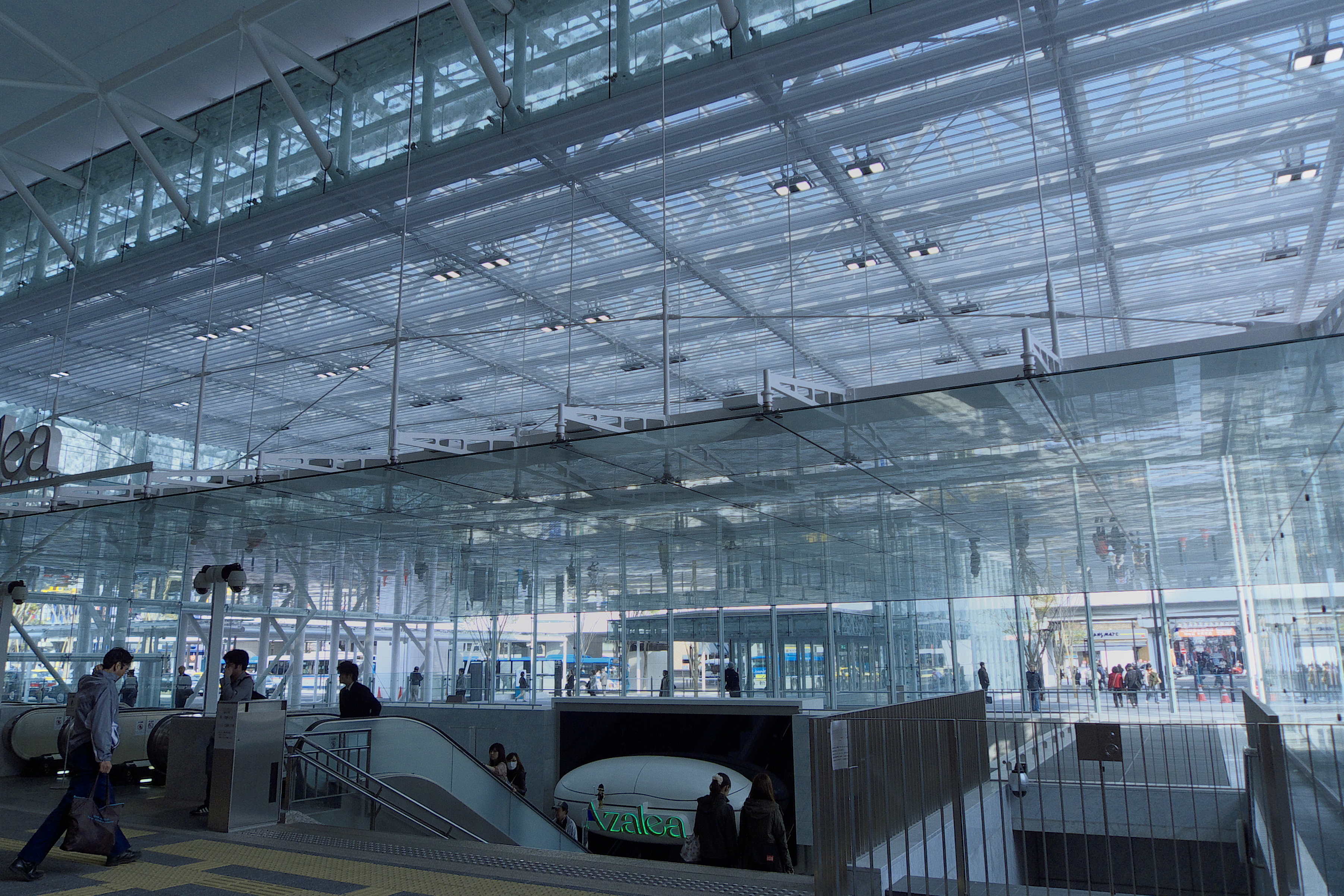
Bahnhofshalle
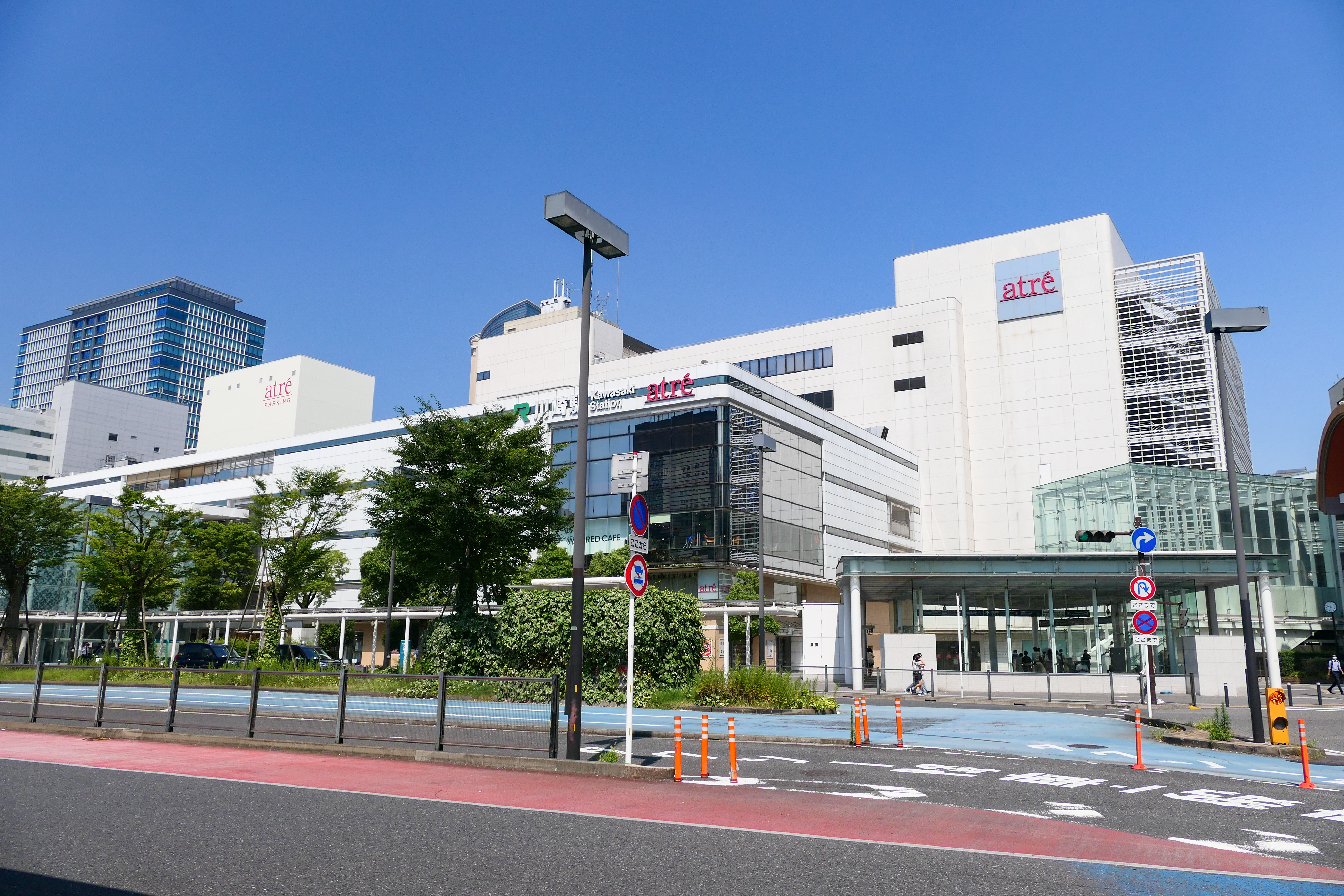
Ostausgang (Atré Kawasaki)

## Gleise
| 1   | ▉ Tōkaidō-Hauptlinie  | Yokohama • Fujisawa • Odawara • Atami |
| 2   | ▉ Tōkaidō-Hauptlinie  | Shinagawa • Tokio • Ueno • Ōmiya      |
| 3   | ▉ Keihin-Tōhoku-Linie | Yokohama • Sakuragichō • Ōfuna        |
| 4   | ▉ Keihin-Tōhoku-Linie | Shinagawa • Tokio • Ueno • Ōmiya      |
| 5/6 | ▉ Nambu-Linie         | Noborito • Tachikawa                  |

## Linien
| Verlauf der Keihin-Tōhoku-Linie / Negishi-Linie |
| --- |
| Ōmiya • Saitama-Shintoshin • Yono • Kita-Urawa • Urawa • Minami-Urawa • Warabi • Nishi-Kawaguchi • Kawaguchi • Akabane • Higashi-Jūjō • Ōji • Kami-Nakazato • Tabata • Nishi-Nippori • Nippori • Uguisudani • Ueno • Okachimachi • Akihabara • Kanda • Tokyo • Yūrakuchō • Shimbashi • Hamamatsuchō • Tamachi • Takanawa Gateway • Shinagawa • Ōimachi • Ōmori • Kamata • Kawasaki • Tsurumi • Shin-Koyasu • Higashi-Kanagawa • Yokohama • Sakuragichō • Kannai • Ishikawachō • Yamate • Negishi • Isogo • Shin-Sugita • Yōkōdai • Kōnandai • Hongōdai • Ōfuna |

| Verlauf der Nambu-Linie |
| --- |
| Kawasaki • Shitte • Yakō • Kashimada • Hirama • Mukaigawara • Musashi-Kosugi • Musashi-Nakahara • Musashi-Shinjō • Musashi-Mizonokuchi • Tsudayama • Kuji • Shukugawara • Noborito • Nakanoshima • Inadazutsumi • Yanokuchi • Inagi-Naganuma • Minami-Tama • Fuchū-Honmachi • Bubaigawara • Nishifu • Yaho • Yagawa • Nishi-Kunitachi • Tachikawa Hamakawasaki-Zweigstrecke: Shitte • Hatchōnawate • Kawasaki-Shinmachi • Odasakae • Hama-Kawasaki |

| Verlauf der Tōkaidō-Hauptlinie (Tokio–Atami) |
| --- |
| Tokyo • Shimbashi • Shinagawa • Kawasaki • Yokohama • Totsuka • Ōfuna • Fujisawa • Tsujidō • Chigasaki • Hiratsuka • Ōiso • Ninomiya • Kōzu • Kamonomiya • Odawara • Hayakawa • Nebukawa • Manazuru • Yugawara • Atami |

## Geschichte
Kawasaki gehört zu den ältesten Bahnhöfen Japans, auch wenn von der ursprünglichen Anlage nichts erhalten geblieben ist. Die Eröffnung erfolgte am 10. Juli 1872, rund vier Wochen nachdem die erste Bahnstrecke des Landes zwischen Tokio (Shimbashi) und Yokohama (Sakuragichō) ihren Betrieb aufgenommen hatte. Der Streckenabschnitt der Tōkaidō-Hauptlinie war anfangs eingleisig und der Bahnhof von Kawasaki besaß die einzige Ausweiche sowie die ersten Eisenbahnsignale. Ein zweites Streckengleis kam 1879 hinzu, am 1. November zwischen Kawasaki und Ōmori sowie am 14. November zwischen Kawasaki und Tsurumi. Das erste Vierteljahrhundert diente der Bahnhof ausschließlich dem Personenverkehr, am 1. April 1898 kam auch Güterverkehr hinzu.
Das Eisenbahnamt des Kabinetts (das spätere Eisenbahnministerium) nahm am 20. Dezember 1914 den elektrischen Vorortsverkehr auf der parallel verlaufenden Keihin-Linie auf. Am 18. Mai 1918 folgte die Eröffnung einer von der Tōkaidō-Hauptlinie abzweigenden Güterzweigstrecke zum Hafenbahnhof Hama-Kawasaki. Die private Bahngesellschaft Nambu Tetsudō eröffnete am 9. März 1927 den ersten Abschnitt der späteren Nambu-Linie nach Noborito; diese ging am 1. April 1944 in staatlichen Besitz über. Genau 15 Jahre nahm die Japanische Staatsbahn in neues Empfangsgebäude mitsamt Einkaufszentrum in Betrieb und von 1960 bis 1980 hielten auch die Züge der Yokosuka-Linie in Kawasaki. Hingegen legte die Staatsbahn am 1. Oktober 1973 die Zweigstrecke nach Hama-Kawasaki still. Aus Kostengründen gab sie am 1. September 1980 den Güterumschlag ganz auf und am 1. November 1986 auch die Gepäckaufgabe.
Im Rahmen der Staatsbahnprivatisierung ging der Bahnhof am 1. April 1987 in den Besitz der neuen Gesellschaft JR East über. Diese baute das bestehende Empfangsgebäude zum heutigen Reiterbahnhof aus (Eröffnung am 28. Juni 1988). Mit der Eröffnung der Tokio-Ueno-Linie am 14. März 2015 erhielt Kawasaki erstmals Direktverbindungen in den Norden der Metropolregion Tokio.